# Jean Carzou
Jean Carzou, vlastním jménem Garnik Zouloumian (1. ledna 1907 Aleppo – 12. srpna 2000 Marsac-sur-l'Isle) byl francouzský malíř a grafik arménského původu.
Vystudoval francouzské lyceum v Káhiře a od roku 1924 žil v Paříži, kde absolvoval École spéciale d'architecture. V roce 1930 vystavoval v Salonu nezávislých.
Věnoval se politické karikatuře a knižní ilustraci (Ernest Hemingway, Arthur Rimbaud, Albert Camus). Byl scénografem pro Pařížskou operu. Vytvořil fresku Apokalypsy pro kostel v Manosque.
V roce 1977 se stal členem Académie des beaux-arts a byl mu udělen Národní řád za zásluhy.
V bretaňském městě Dinard bylo v roce 1995 otevřeno Carzouovo muzeum.